# Srpska liga Istok
La Srpska liga Istok (in cirillico Српска лига Исток), è uno dei 4 gironi che compongono la Srpska Liga, la terza divisione del campionato serbo di calcio. Questo girone comprende le squadre della parte orientale della Serbia.
È organizzato dalla Fudbalski savez regiona Istočne Srbije (FSRIS), la federazione calcistica della regione Serbia Orientale.
È stato formato nel 2003 dalla fusione fra Srpska liga Niš e Srpska liga Timok. La squadra vincitrice viene promossa in Prva Liga Srbija, le peggiori retrocedono nei gironi orientali della Zonska Liga.

## Albo d'oro
- In verde le squadre che hanno ottenuto la promozione nella categoria superiore.

| Stagione | Primo                | Secondo              | Terzo                   |
| -------- | -------------------- | -------------------- | ----------------------- |
| 2003–04  | Kozanica Kuršumlija  | Dubočica Leskovac    | Jedinstvo Donja Mutnica |
| 2004–05  | Radnički Pirot       | Železničar Niš       | Dubočica Leskovac       |
| 2005–06  | Dinamo Vranje        | Sinđelić Niš         | Železničar Niš          |
| 2006–07  | Jagodina             | Železničar Niš       | Sloga Leskovac          |
| 2007–08  | Dinamo Vranje        | Sinđelić Niš         | Dubočica Leskovac       |
| 2008–09  | Radnički Niš         | Timok                | Hajduk Veljko           |
| 2009–10  | Sinđelić Niš         | Timok                | Radnički Svilajnac      |
| 2010–11  | Radnički Niš         | Radnički Pirot       | Radnik Surdulica        |
| 2011–12  | Timok                | Radnički Svilajnac   | Car Konstantin Niš      |
| 2012–13  | Radnik Surdulica     | Sinđelić Niš         | Radnički Pirot          |
| 2013–14  | Moravac Mrštane      | Trstenik PPT         | Hajduk Veljko           |
| 2014–15  | Dinamo Vranje        | Radnički Pirot       | Trstenik PPT            |
| 2015–16  | Radnički Pirot       | Tabane               | Sinđelić Niš            |
| 2016–17  | Temnić 1924 Varvarin | Moravac Mrštane      | Sinđelić Niš            |
| 2017–18  | Trajal Kruševac      | Car Konstantin Niš   | Budućnost Popovac       |
| 2018–19  | Radnički Pirot       | Temnić 1924 Varvarin | Budućnost Popovac       |
| 2019–20  |                      |                      |                         |

### Titoli vinti
| Titoli | Squadre                                                                            |
| ------ | ---------------------------------------------------------------------------------- |
| 3      | Radnički Pirot, Dinamo Vranje                                                      |
| 2      | Radnički Niš                                                                       |
| 1      | Kozanica, Jagodina, Sinđelić Niš, Timok, Radnik Surdulica, Moravac, Temnić, Trajal |

## Coppa
La Kup FSR Istočna Srbija viene disputata dalle compagini dalla terza divisione in giù. La vincitrice accede al turno preliminare della Kup Srbije.
| Stagione | Vincitrice         |
| -------- | ------------------ |
| 2005–06  | Timok              |
| 2006–07  | Sinđelić Niš       |
| 2007–08  | Sinđelić Niš       |
| 2008–09  | Radnički Svilajnac |
| 2009–10  | Sinđelić Niš       |
| 2010–11  | Radnički Niš       |
| 2011–12  | Timok              |
| 2012–13  | Trstenik PPT       |
| 2013–14  | Moravac Mrštane    |
| 2014–15  | Jedinstvo Paraćin  |
| 2015–16  | Radan Lebane       |
| 2016–17  | Rtanj Boljevac     |
| 2017–18  | Trajal Kruševac    |
| 2018–19  | Jagodina Tabane    |
| 2019–20  |                    |